# Mariana Costa
Mariana Costa (født 14. oktober 1992 i São Paulo, Brasilien) er en håndboldspiller der spiller for CS Gloria 2018 Bistrița-Năsăud og for Brasiliens kvindehåndboldlandshold. 
Hun var med til VM i håndbold 2013, hvor Brasilien vandt guld.
Hun har tidligere spillet for Nykøbing Falster HK, Vendsyssel Håndbold og Hypo Niederösterreich.